# سلب حق یک رؤیا
«سلب حق یک رؤیا» (به انگلیسی: Foreclosure of a Dream) ترانه‌ای از گروه ترش متال آمریکایی مگادث است. این ترانه متعلق به آلبوم ۱۹۹۲ آن‌ها با نام شمارش معکوس برای انقراض است که در همان‌سال به‌صورت تک‌آهنگ هم منتشر شد. تک‌آهنگ «سلب حق یک رؤیا» در زمان انتشارش تا رتبهٔ ۳۰ام جدول «پرفروش‌ترین آهنگ‌های جریان اصلی راک» در ایالات متحده صعود کرد.
دیوید الفسن، بیسیست گروه، در مصاحبه‌ای در سال ۱۹۹۲ دربارهٔ «سلب حق یک رؤیا» گفته است: «این ترانه با اتفاق‌های ناخوشایند رخ‌داده برای خانوادهٔ من که در هارتلند مینه‌سوتا با کشاورزی روزگار می‌گذراندند مرتبط است. عنوان «سلب حق یک رؤیا» هم به حقوق معنوی و هم به مادیات اشاره دارد. سیاست‌گذاری‌های اشتباه دولت ریگان باعث شد آن‌ها همه‌چیزشان را از دست بدهند.» دیو ماستین هم مضمون ترانه را مرتبط با عملکرد تحمیلی و سیاست‌های اقتصادی دوران ریگان و اثر منفی‌اش بر زندگی کشاورزان آمریکایی دانسته است.
«سلب حق یک رؤیا» به نگرانی‌های اقتصادی و نابرابری اجتماعی می‌پردازد. به گفته منتقد موسیقی ادواردو ریوالدیویا، «شاید هیچ ترانه دیگری از مگادث در تاریخ به این اندازه مستقیم و هوشیارانه» با این مسائل برخورد نکرده باشد. این ترانه بخشی از سخنرانی معروف رئیس‌جمهور وقت آمریکا، جرج اچ. دابلیو. بوش، با عنوان «خوب گوش کن» را سمپل کرده و بیانیه‌ای دربارهٔ خطر مالیات برای «رؤیای آمریکایی» ارائه می‌دهد. مجله بیلبورد این ترانه را همراه با «سمفونی ویرانی» به دلیل «آگاهی اجتماعی» تحسین کرد و آن‌ها را «بیانیه‌های قدرتمند برای طرفداران هارد راک» توصیف کرد.